# Varamin
Varamin este un oraș din Iran.